# Milagres de São Demétrio
Os Milagres de São Demétrio, também conhecida pelo título latino Miracula Sancti Demetrii, é uma coleção de homilias do século VII, escritas em grego, que relatam os milagres realizados pelo santo padroeiro de Tessalônica, São Demétrio. É um trabalho único para a história da cidade e dos Bálcãs no geral, especialmente em relação às invasões eslavas do final do século VI e começo do VII, que são de outra forma negligenciadas por fontes contemporâneas.

## Data e contexto

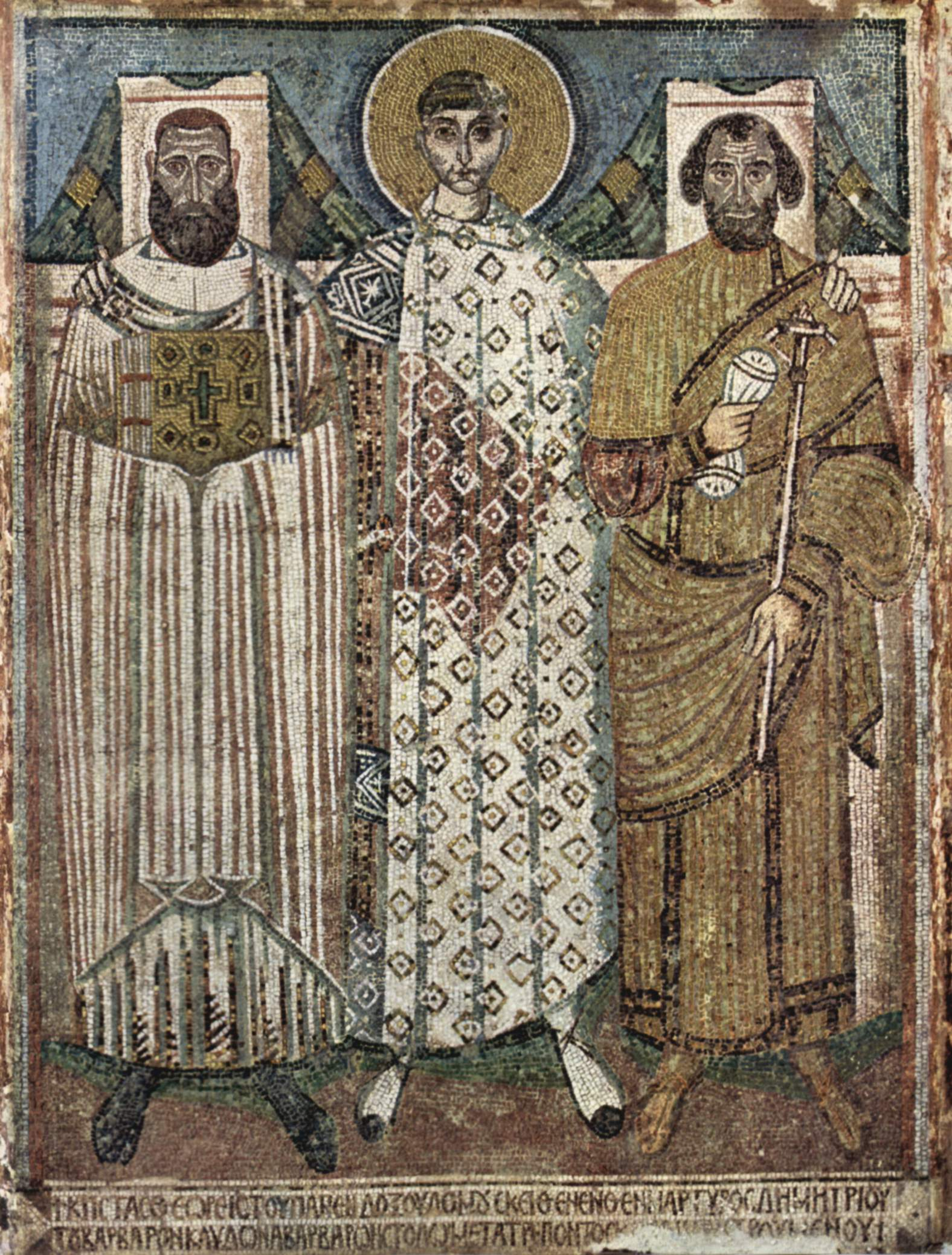
Mosaico do século VII da catedral de São Demétrio em Tessalônica, retratando o santo com o bispo (esquerda), frequentemente identificado com João, e o governador (direita) da cidade

Os milagres compreendem dois livros. O primeiro foi compilado entre ca. 610 e ca. 620 por João, arcebispo de Tessalônica, e o segundo foi compilado nos anos 680. O primeiro livro enumera quinze episódios da intervenção do santo em nome de Tessalônica, muitas das quais tendo ocorrido no episcopado do predecessor de João, Eusébio, incluindo surtos de peste e o cerco da cidade pelos esclavenos (proto-eslavos meridionais) e ávaros. Estes episódios foram escritos na forma de homilias e sermões, para serem lidos publicamente para a população da cidade de modo a demonstrar a presença ativa do santo e a intercessão em nome deles.
O segundo livro difere consideravelmente em estilo, e é mais próximo de um verdadeiro registro histórico, com o autor desconhecido sendo uma testemunha ocular ou usando anais escritos ou depoimentos de testemunhas para os eventos que descreve, ou seja, a invasão eslava e o assentamento nos Bálcãs, incluindo uma série de cercos à Tessalônica pelos eslavos e ávaros, culminando no grande ataque eslavo de ca. 677. Considerando que no livro I João retrata os eslavos como bárbaros genéricos, o autor desconhecido do Livro II é mais familiarizado com eles e suas divisões tribais, listando as várias tribos eslavas que se assentaram no entorno da cidade e chamando-os "nossos vizinhos". Devido a esta mudança de estilo e foco, o segundo livro mostrou-se menos popular que o primeiro com copistas dos séculos seguintes, tendo sobrevivido em apenas um único manuscrito.
Os milagres são particularmente valiosos como uma fonte histórica. Como o eminente estudioso dos Bálcãs medievais, Dimitri Obolensky, escreve, "em nenhum outro trabalho contemporâneo encontraria informação tão precisa e em primeira mão sobre a organização militar e topografia de Tessalônica durante um dos muitos séculos dramáticos de sua histórica; sobre os métodos de guerra e as técnicas de cerco usadas nas guerras balcânicas daquele tempo; e sobre a estratégia e táticas dos bárbaros do norte que, empurrados para o sul em sucessivas ondas para baixo dos vales do rio (Danúbio) e através dos passos das montanhas, buscavam nos séculos VI-VII ganhar uma posição no quente costa egeia e aproveitar suas principais metrópoles que sempre evitaram seu alcance. E pode haver alguns documentos decorrentes do mundo cristão da Idade Média nos quais a crença dos cidadãos de uma cidade sitiada que eles ficam sob a proteção sobrenatural de um patrono celeste é tão vivida e pungentemente expressa."
O segundo livro também preserva informação sobre a segunda basílica dedicada a São Demétrio, antes de sua destruição num incêndio em 629/634. Algumas das porções sobreviventes da igreja, especialmente os mosaicos, foram reutilizados quando a igreja foi reconstruída. Em um dos mosaicos os estudiosos acreditam estar representado o arcebispo João, o autor do Livro I dos Milagres.